# La crociata degli innocenti
Pour plus de détails, voir Fiche technique et Distribution.
La crociata degli innocenti (littéralement, « La croisade des innocents ») est un film italien réalisé par Alessandro Blasetti, Gino Rossetti et Alberto Traversa, sorti en 1917.

## Fiche technique
- Titre original : La crociata degli innocenti
- Réalisation : Alessandro Blasetti, Gino Rossetti, Alberto Traversa
- Scénario : Gabriele D'Annunzio, d'après sa pièce de théâtre éponyme
- Photographie : Arturo Gallea, Giovanni Vitrotti, Stesilio Morescanti
- Montage :
- Société de production : Pax Film
- Pays de production :  Royaume d'Italie
- Langue : Italien
- Format : Noir et blanc — 35 mm — 1,33:1 — Muet
- Genre : Film dramatique
- Durée   :  60 minutes
- Date de sortie : 
  - Royaume d'Italie : février 1917

## Distribution
- Bianca Virginia Camagni : la prostituée
- Giulietta De Riso : Gaietta
- Luigi Serventi : Odimondo
- Gudio Graziosi : le pèlerin
- Lia Righelli : Novella